# Wyspy d’Entrecasteaux
Wyspy d’Entrecasteaux – grupa wysp położonych na Morzu Salomona (Ocean Spokojny) niedaleko południowo-wschodniego krańca Nowej Gwinei. Oddzielona jest od niej Cieśniną Goschen. Wyspy wchodzą w skład prowincji Papui-Nowej Gwinei Milne Bay.
W skład archipelagu wchodzą trzy duże wyspy: Goodenough, Fergussona i Normanby, oraz wiele mniejszych. Łączna powierzchnia wysp wynosi 3012 km².
Wnętrze wysp jest górzyste – najwyższy szczyt na wyspie Goodenough sięga 2536 m n.p.m. Na wyspach obserwuje się działalność wulkaniczną, występują tu gorące źródła i gejzery.
Na wyspach panuje klimat równikowy, gorący z obfitymi opadami. Występuje tu bujna roślinność tropikalna. 
Na wyspach uprawia się rośliny bulwiaste oraz palmę kokosową.
Nazwa wysp pochodzi od nazwiska francuskiego żeglarza i odkrywcy Antoine’a Bruni d’Entrecasteaux.